# Euphorbia ephedroides
Euphorbia ephedroides är en törelväxtart som beskrevs av Ernst Meyer och Pierre Edmond Boissier. Euphorbia ephedroides ingår i släktet törlar, och familjen törelväxter.

## Underarter
Arten delas in i följande underarter:
- E. e. debilis
- E. e. ephedroides
- E. e. imminuta